# Pequeños poemas en prosa
Los pequeños poemas en prosa, también conocido como El spleen de París y, en algunas traducciones, El esplín de París, es una colección de 50 pequeños poemas escritos en prosa poética por Charles Baudelaire. El libro fue publicado póstumamente en 1869 como parte del IV tomo de las obras completas de Baudelaire. Es considerado uno de los mayores precursores de la poesía en prosa.
Son temas recurrentes en sus poemas: la melancolía, el horror al paso del tiempo, el deseo de infinito, la crítica corrosiva contra la religión y la moral, la burla contra los ideales que mueven a las personas y una aversión enorme contra la sociedad y la hipocresía que la domina.

## Trasfondo

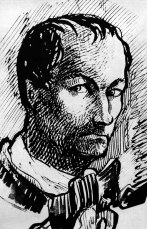
Autorretrato de Baudelaire.

Las cincuenta secciones que lo componen se redactaron entre 1855 y 1864. Una cuarentena de ellas apareció en distintas revistas literarias de su tiempo; los diez siguientes fueron póstumos, entre 1867 y 1869, año en que fueron publicados por su hermana. Fueron inspirados por la poesía de Aloysius Bertrand y es una de las obras predecesoras al Simbolismo.
El título Pequeños poemas en prosa a menudo va seguido del subtítulo Spleen de París (que se asemeja al título de dos de las partes de Las flores del mal: "Spleen e Ideal" y "Cuadros parisinos"). En efecto, en vida, Baudelaire mencionó esta expresión para designar su recopilación de prosas que completaba a medida que se inspiraba. Por otra parte, el 7 de febrero de 1864, el diario "Le Figaro" publicó cuatro partes pertenecientes a los "Pequeños poemas en prosa" bajo el título "Spleen de París". Esto explica la estrecha asociación de los dos títulos. Desde entonces, la recopilación lleva estos dos nombres.
La particularidad de esta obra reside en la ausencia de seguimiento entre las distintas partes. En consecuencia, los poemas pueden leerse aleatoriamente. Como Baudelaire mismo dijo: "Quite usted una vértebra y los dos fragmentos de esta tortuosa fantasía volverán a unirse sin esfuerzo". Se encontrará sin embargo una determinada recurrencia en los poemas: visiones urbanas en las que domina el Spleen (melancolía que se expresa sin razón alguna, caracterizada por una enorme repulsión hacia todo.). De esta comprobación se deriva naturalmente la explicación del subtítulo.
Conviene señalar que al final de los 50 poemas en prosa se incluye a manera de epílogo un poema en verso, aunque ya se ha confirmado que Baudelaire no planeaba incluirlo en el libro. Según el poeta, si se libera al autor de la dificultad de la rima, éste se siente en el deber de dar un ritmo, una estructura próxima a la poesía en su escritura por temor a no caer en el relato clásico.

## Poemas notables
En ¡Matemos a los pobres!, Baudelaire crea una parábola respecto a la pobreza y a la equidad social. "Sólo es igual a otro quien lo demuestra, y sólo es digno de libertad quien sabe conquistarla", dice en el poema. Con esto como primicia va y golpea a un mendigo con brutalidad hasta que éste le logra devolver los golpes. Entonces Baudelaire le dice que lo considera su igual y comparte su dinero con él.
El poema A la una de la mañana se asimila a la escritura en un diario. En el poema, Baudelaire recuenta todos los hechos que le ocurrieron en el día y todas las personas que, con asco, tuvo que saludar. Acusa a todos de ser hipócritas, y, al final, termina rogando que alguien "lo ayude a escribir unos buenos versos, que le prueben a sí mismo que no es el último de los hombres, que es superior a los que tanto desprecia".
En El loco y la Venus, un bufón llora frente a una estatua de Venus, metáfora de la belleza. Le cuenta sus penas y le ruega que tenga piedad de él. Pero, obviamente, la estatua tiene la mirada muy elevada como para bajarla hacia él. Este poema retrata la crueldad de la belleza, tema que sería expuesto varias veces por Oscar Wilde.
Otros poemas que a lo largo del tiempo han adquirido fama son, entre otros: El extranjero, La estancia doble, El mal vidriero, Los ojos de los pobres, Las vocaciones, El buen jugador y Anywhere Out Of The World (poema que llegaría incluso a ser venerado por el protagonista de la novela simbolista A contrapelo)

## Estilo
El Spleen de París representa la ruptura definitiva de las formas poéticas clásicas. Al estar el texto formado por poemas en prosa, se redujo la brecha que separaba lo "prosaico" de lo poético. La nueva forma de poesía de Baudelaire, influiría de forma enorme sobre los poetas que lo sucederían.
Entre los escritores a los que más influyó el estilo poético de El Spleen de París, están los simbolistas Stéphane Mallarmé, Tristan Corbière y Arthur Rimbaud. La influencia sobre este último puede notarse en obras como Una temporada en el infierno e Iluminaciones.